# Federico di Württemberg-Neuenstadt
Federico del Württemberg (Stoccarda, 19 dicembre 1615 – Neuenstadt am Kocher, 24 marzo 1682) fu un duca del Württemberg e fondatore del secondo ramo di Württemberg-Neuenstadt.
Era il terzo figlio maschio di Giovanni Federico, duca del Württemberg dal 1608 al 1628, e di Barbara Sofia di Brandeburgo.
Alla morte del padre, avvenuta il 18 luglio 1628 a Stoccarda, divenne duca di Württemberg-Neustadt, essendosi diviso con i fratelli maschi i domini paterni.

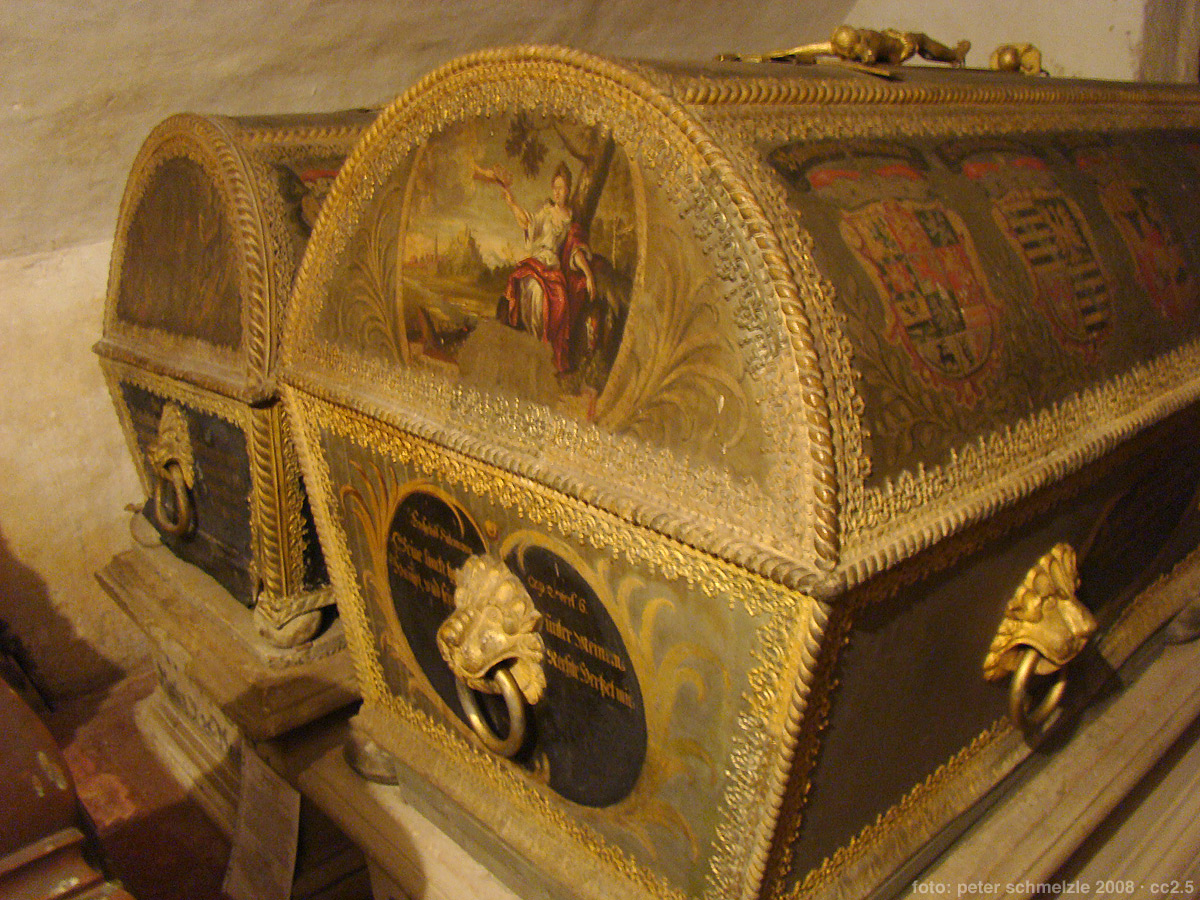
Bara di Federico, accanto a quella della moglie

Sposò il 7 giugno 1653 a Wolfenbüttel la diciannovenne Clara Augusta di Brunswick-Wolfenbüttel dalla quale ebbe dodici figli:
- Federico Augusto (Neuenstadt, 12 marzo 1654-Gochsheim, 6 agosto 1716), futuro duca di Württemberg-Neustadt e sposo di Sofia Esterina di Eberstein;
- Ulrico (Neuenstadt, 13 febbraio 1655);
- Eberardo (Neuenstadt, 22 gennaio 1656-Neuenstadt, 3 febbraio 1656);
- Alberto (Neuenstadt, 23 gennaio 1657-Neuenstadt, 21 novembre 1670);
- Sofia Dorotea (Wolfenbüttel, 26 settembre 1658-Gedern, 23 luglio 1681), che sposò il conte Ludovico Cristiano di Stolberg-Gedern;
- Ferdinando Guglielmo (Neuenstadt, 12 settembre 1659-Sluys, 7 giugno 1701);
- Antonio Ulrico (Neuenstadt, 16 ottobre 1661-Neuenstadt, 19 luglio 1680);
- Barabara Augusta (Neuenstadt, 24 marzo 1663-Neuenstadt, 16 aprile 1664);
- Eleonora Carlotta (Neuenstadt, 3 giugno 1664-Neuenstadt, 16 ottobre 1666);
- Cristoforo (Neuenstadt, 25 aprile 1666-Neuenstadt, 8 ottobre 1666);
- Carlo Rodolfo (Neuenstadt, 19 maggio 1667-Neuenstadt, 17 novembre 1742), che sposò Maria Teresa de la Contry ed ereditò il ducato dal fratello maggiore morto senza eredi maschi;
- Anna Eleonora (Neuenstadt, 15 febbraio 1669-Neuenstadt, 10 maggio 1709).

## Ascendenza
|                                        |                                 |                                 | Genitori                       |  |  | Nonni |  |  | Bisnonni                            |  |  | Trisnonni             |  |
|                                        |                                 |                                 |                                |  |  |       |  |  | Giorgio I di Württemberg-Mömpelgard |  |  | Enrico di Württemberg |  |
|                                        |                                 |                                 |                                |  |  |       |  |  | Giorgio I di Württemberg-Mömpelgard |  |  | Enrico di Württemberg |  |
|                                        |                                 | Eva di Salm                     |                                |  |  |       |  |  | Giorgio I di Württemberg-Mömpelgard |  |  |                       |  |
| Federico I di Württemberg              |                                 |                                 |                                |  |  |       |  |  | Giorgio I di Württemberg-Mömpelgard |  |  |                       |  |
|                                        |                                 | Barbara d'Assia                 | Filippo I d'Assia              |  |  |       |  |  |                                     |  |  |                       |  |
|                                        |                                 | Barbara d'Assia                 | Filippo I d'Assia              |  |  |       |  |  |                                     |  |  |                       |  |
|                                        |                                 | Barbara d'Assia                 | Cristina di Sassonia           |  |  |       |  |  |                                     |  |  |                       |  |
| Giovanni Federico di Württemberg       |                                 | Barbara d'Assia                 |                                |  |  |       |  |  |                                     |  |  |                       |  |
|                                        |                                 | Gioacchino Ernesto di Anhalt    | Giovanni II di Anhalt-Dessau   |  |  |       |  |  |                                     |  |  |                       |  |
|                                        |                                 | Gioacchino Ernesto di Anhalt    | Giovanni II di Anhalt-Dessau   |  |  |       |  |  |                                     |  |  |                       |  |
|                                        |                                 | Gioacchino Ernesto di Anhalt    | Margherita di Brandeburgo      |  |  |       |  |  |                                     |  |  |                       |  |
| Sibilla di Anhalt                      |                                 | Gioacchino Ernesto di Anhalt    |                                |  |  |       |  |  |                                     |  |  |                       |  |
|                                        |                                 | Agnese di Barby-Mühlingen       | Wolfgang von Barby             |  |  |       |  |  |                                     |  |  |                       |  |
|                                        |                                 | Agnese di Barby-Mühlingen       | Wolfgang von Barby             |  |  |       |  |  |                                     |  |  |                       |  |
|                                        |                                 | Agnese di Barby-Mühlingen       | …                              |  |  |       |  |  |                                     |  |  |                       |  |
| Federico di Württemberg-Neuenstadt     |                                 | Agnese di Barby-Mühlingen       |                                |  |  |       |  |  |                                     |  |  |                       |  |
|                                        | Giovanni Giorgio di Brandeburgo | Gioacchino II di Brandeburgo    |                                |  |  |       |  |  |                                     |  |  |                       |  |
|                                        | Giovanni Giorgio di Brandeburgo | Gioacchino II di Brandeburgo    |                                |  |  |       |  |  |                                     |  |  |                       |  |
|                                        | Giovanni Giorgio di Brandeburgo | Maddalena di Sassonia           |                                |  |  |       |  |  |                                     |  |  |                       |  |
| Gioacchino III Federico di Brandeburgo | Giovanni Giorgio di Brandeburgo |                                 |                                |  |  |       |  |  |                                     |  |  |                       |  |
|                                        |                                 | Sofia di Legnica                | Federico II di Legnica         |  |  |       |  |  |                                     |  |  |                       |  |
|                                        |                                 | Sofia di Legnica                | Federico II di Legnica         |  |  |       |  |  |                                     |  |  |                       |  |
|                                        |                                 | Sofia di Legnica                | Sofia di Brandeburgo-Ansbach   |  |  |       |  |  |                                     |  |  |                       |  |
| Barbara Sofia di Brandeburgo           |                                 | Sofia di Legnica                |                                |  |  |       |  |  |                                     |  |  |                       |  |
|                                        |                                 | Giovanni di Brandeburgo-Küstrin | Gioacchino I di Brandeburgo    |  |  |       |  |  |                                     |  |  |                       |  |
|                                        |                                 | Giovanni di Brandeburgo-Küstrin | Gioacchino I di Brandeburgo    |  |  |       |  |  |                                     |  |  |                       |  |
|                                        |                                 | Giovanni di Brandeburgo-Küstrin | Elisabetta di Danimarca        |  |  |       |  |  |                                     |  |  |                       |  |
| Caterina di Brandeburgo-Küstrin        |                                 | Giovanni di Brandeburgo-Küstrin |                                |  |  |       |  |  |                                     |  |  |                       |  |
|                                        |                                 | Caterina di Brunswick-Lüneburg  | Enrico V di Brunswick-Lüneburg |  |  |       |  |  |                                     |  |  |                       |  |
|                                        |                                 | Caterina di Brunswick-Lüneburg  | Enrico V di Brunswick-Lüneburg |  |  |       |  |  |                                     |  |  |                       |  |
|                                        |                                 | Caterina di Brunswick-Lüneburg  | Caterina di Pomerania-Wolgast  |  |  |       |  |  |                                     |  |  |                       |  |
|                                        |                                 | Caterina di Brunswick-Lüneburg  |                                |  |  |       |  |  |                                     |  |  |                       |  |